# Stora Brearetjärnen
Stora Brearetjärnen är en sjö i Marks kommun i Västergötland och ingår i Kungsbackaåns huvudavrinningsområde.